# Мэллой, Норм
Мэллой Джозеф (англ. Melloy Joseph; 28 июля 1905 — 15 августа 1982) — канадский хоккеист, чемпион зимних Олимпийских игр 1932 (и по совместительству чемпион мира) в составе сборной Канады.

## Биография
Выступал за команды «Элмвуд Миллионерз» в сезоне 1929/1930, «Реджайна Викториаз» в сезоне 1930/1931, с 1931 по 1934 годы выступал за «Селкирк Фишермен» в Хоккейной лиге Манитобы. В 1932 году выступил на зимней Олимпиаде в Лейк-Плэсиде, сыграв пять матчей и забросив три шайбы (стал чемпионом Олимпийских игр). В сезоне 1934/1935 играл за команду «Тимминс Макинтайр Майнерз», провёл 9 игр и затем завершил карьеру хоккеиста.